# 狄拉克符号
狄拉克符号或狄拉克標記（英語：Dirac notation）是量子力学中广泛应用于描述量子态的一套标准符号系统。在这套系统中，每一个量子态都被描述为希尔伯特空间中的態向量，定义为右矢（ket）：{\displaystyle |\psi \rangle }；每一个右矢的共軛轉置定义为其左矢（bra）；换一种说法，右矢的厄米共轭（即取转置运算加上共轭复数运算），就可以得到左矢。
此標記法為狄拉克於1939年将「bracket」（括号）这个词拆开后所造的。在中國方面，一些旧有的教科书和文献中也将其译为“刁矢”和“刃矢”、或“彳矢”和“亍矢”，现已弃用。

## 矩陣表示
右矢与左矢可分别用N×1阶和1×N阶矩阵表示为：
{\displaystyle |\psi \rangle ={\begin{pmatrix}\psi _{1}\\\psi _{2}\\\psi _{3}\\\psi _{4}\\\vdots \\\psi _{N}\\\end{pmatrix}}}
{\displaystyle \langle \psi |={\begin{pmatrix}\psi _{1}^{*},&\psi _{2}^{*},&\psi _{3}^{*},&\psi _{4}^{*},&\cdots ,&\psi _{N}^{*}\end{pmatrix}}}
不同的两个态矢量的内积则由一个括号来表示：{\displaystyle \langle \phi |\psi \rangle }，当狄拉克符号作用于两个基矢时，所得值为：{\displaystyle \langle e_{i}|e_{j}\rangle =\delta _{ij}} （{\displaystyle \delta _{ij}}为克罗内克函數）
相同的态矢量内积为：{\displaystyle \langle \psi |\psi \rangle =\sum _{i}|\psi _{i}|^{2}}。

## 性質
因為每個右矢是複希爾伯特空間中的一個向量，而每個右矢-左矢關係是內積，而直接地可以得到如下的操作方式：
- 給定任何左矢{\displaystyle \langle \phi |}、右矢{\displaystyle |\psi _{1}\rangle }以及{\displaystyle |\psi _{2}\rangle }，還有複數c1及c2，則既然左矢是線性泛函，根據線性泛函的加法與純量乘法的定義，

{\displaystyle \langle \phi |\;{\bigg (}c_{1}|\psi _{1}\rangle +c_{2}|\psi _{2}\rangle {\bigg )}=c_{1}\langle \phi |\psi _{1}\rangle +c_{2}\langle \phi |\psi _{2}\rangle }。
- 給定任何右矢{\displaystyle |\psi \rangle }、左矢{\displaystyle \langle \phi _{1}|}以及{\displaystyle \langle \phi _{2}|}，還有複數c1及c2，則既然右矢是線性泛函，

{\displaystyle {\bigg (}c_{1}\langle \phi _{1}|+c_{2}\langle \phi _{2}|{\bigg )}\;|\psi \rangle =c_{1}\langle \phi _{1}|\psi \rangle +c_{2}\langle \phi _{2}|\psi \rangle }。
- 給定任何右矢{\displaystyle |\psi _{1}\rangle }及{\displaystyle |\psi _{2}\rangle }，還有複數c1及c2，根據內積的性質（其中c*代表c的複數共軛），

{\displaystyle c_{1}|\psi _{1}\rangle +c_{2}|\psi _{2}\rangle }與{\displaystyle c_{1}^{*}\langle \psi _{1}|+c_{2}^{*}\langle \psi _{2}|}對偶。
- 給定任何左矢{\displaystyle \langle \phi |}及右矢{\displaystyle |\psi \rangle }，內積的一個公理性質指出

{\displaystyle \langle \phi |\psi \rangle =\langle \psi |\phi \rangle ^{*}}。
- 給定任何算符{\displaystyle X}、左矢{\displaystyle \langle \phi |}及右矢{\displaystyle |\psi \rangle }，它們之間的合法相乘滿足乘法結合公理，例如，[2]:16-17

{\displaystyle (|\omega \rangle \langle \phi |)\ |\psi \rangle =|\omega \rangle \ (\langle \phi |\psi \rangle )}、
{\displaystyle \langle \phi |\ (X|\psi \rangle )=(\langle \phi |X)\ |\psi \rangle }。